# Gribovskij G-22
Gribovskij G-22 (rusky: ГРИБОВСКИЙ Г-22) bylo sportovní a cvičné letadlo navržené a postavené v Sovětském svazu v polovině 30. let. Tento lehký letoun byl především určen pro leteckou akrobacii.

## Vznik a vývoj
Vladislav Gribovskij se od počátku třicátých let soustředil na vývoj lehkých letadel s motory o nízkém výkonu. Příkladem tohoto konceptu byl malý sportovní jednoplošník G-22. Byl to jednomístný, jednomotorový dolnoplošník. Byl s ním ustaven jeden ženský světový rekord. Byl postaven pouze jeden prototyp, který létal od roku 1936 s různými motory, dokud nebyl zničen během Velké vlastenecké války (1942-1943).
G-22 byl postaven v roce 1936 na počet X. sjezdu VLKSM (rusky: Всесоюзный Ленинский Коммунистический Союз Молодёжи, Všesvazový Leninský Komunistický Svaz Mládeže, pozdější Komsomol) v závodu na výrobu bezmotorových letadel Osoaviachim (DOSAAF). Celý projekt (od prvních výkresů po stavbu letadla byl proveden za 2 měsíce - 7. ledna do 7. března 1936). Gribovskij přihlásil letoun do vyhlášené soutěže ke konstrukci a stavbě "nízkoenergetických" letounů. Oproti podmínkách soutěže však letoun nesplnil (přesáhl) několik požadovaných parametrů: výkon motoru (18-27 k/50 k) a přistávací rychlost (50/55 km/h). A navíc se hodnotitelské komisi "nelíbila" konstrukce vodorovné ocasní plochy.
Letové zkoušky prováděné ve Výzkumném ústavu letectva zkušebními piloty M. A. Njuchtikovem a P. M. Stefanovským však prokázaly velmi dobré letové vlastnosti stroje. Ačkoli konstrukce neprošla statickými testy, provedli piloti s G-22 celou řadu akrobatických prvků.
První instalace v roce 1936 byla provedena s československým invertním motorem Walter Mikron. Na začátku roku 1939 byl motor vyměněn za anglický hvězdicový motor Pobjoy „Niagara“ s jmenovitým výkonem 85 k/63 kW. První let s novým motorem se uskutečnil 14. března. V tomto provedení se zvýšil letový výkon G-22 a předčil vlastnostmi letoun Jakovlev UT-1, který byl vybaven výkonnějším hvězdicovým motorem Švecov M-11 (110 kW/150 k). Krátce před velkou vlasteneckou válkou byl G-22 převelen do Voroněžské motorové továrny č. 16 pro údajné letové zkoušky nového domácího motoru M-16. Nicméně byl na něj nainstalován starší sovětský, tříválcový hvězdicový motor Švecov M-23 s výkonem 65 k/48 kW. Přesto letoun vykázal některá zlepšení letových vlastností, například vystoupal do 3000 m za 16 min a 45 s, což byl poloviční čas oproti verzi s motorem Mikron.
Přestože byl letoun byl konstrukčně a technologicky jednoduchý a předpokládané náklady na výrobu byly asi třikrát nižší než náklady u sériových Polikarpov Po-2 (U-2), do výroby se tento letoun nedostal.

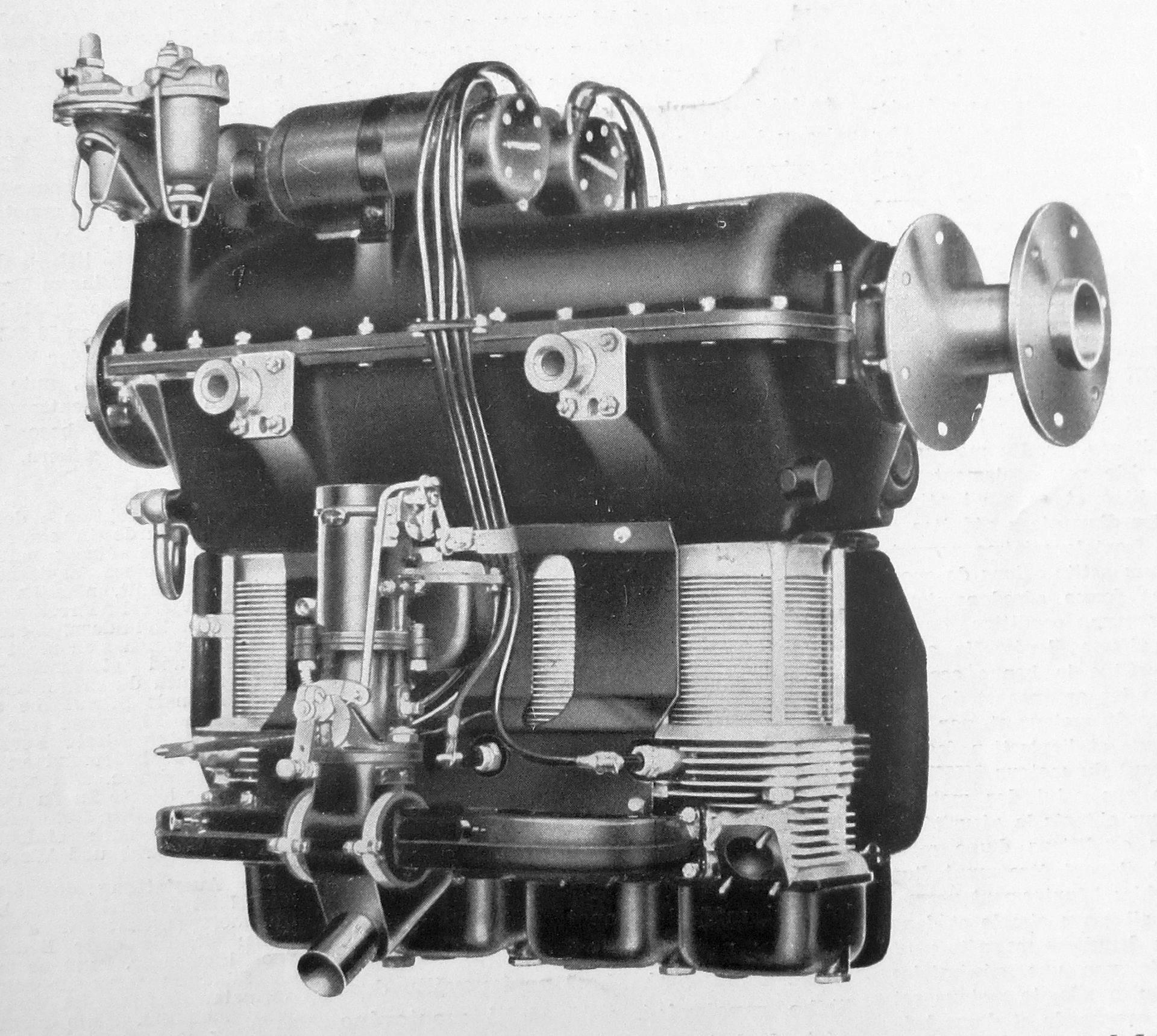
Walter Mikron

## Popis letounu
G-22 byl akrobatický konzolový dolnoplošník s otevřeným kokpitem. Jednoplošník G-22 byl tradičně vyroben především ze dřeva. Délka trupu byla pouze 5,6 m a rozpětí křídla bylo 8,7 m.
Lichoběžníkové křídlo (profil TsAGI P-III) bylo jednonosníkové, na náběžné a na části odtokové hrany pokryté překližkou. Ostatní povrchy byly potaženy plátnem. Na přední hranu křídla před křidélky Frise mohly být instalovány odnímatelné, automatické lamely, což byl příspěvek k vyšší bezpečnosti během letů mladých pilotů.
Trup byl dřevěný, byl sestaven z panelů, několika příhradových rámů a výztuh. Pro jednoduchost konstrukce byly spodní a boční plochy trupu rovné, horní část trupu byla zaoblená. Výškovka byla posunuta dozadu za svislou ocasní plochu, aby se zvýšila její účinnost při výstupu z vývrtky. Kokpit byl umístěn téměř ve středu těžiště letadla a byl vpředu kryt malým, skleněným hledím. Za opěrkou hlavy byla na trupu byla dlouhá kapotáž, která se směrem k ocasu zužovala.
Pevný, kolový podvozek s pneumatikami o rozměru 400x175 mm neměl instalovány tlumiče. Vidlice hlavních vzpěr byly naohýbány z duralu. Kola byla kryta aerodynamickými kapotážemi. Vzadu byla standardní ostruha. Alternativně byla možnost osadit letoun plováky a nebo lyžemi pro zimní provoz. Při opravě poškozeného podvozku v roce 1938 byly vyměněny hlavní vzpěry za svařované z trubek, instalována rozměrnější kola o rozměrech 500x125 mm a pro efektivnější manévrování ve vzduchu byla výškovka posunuta mírně výš.

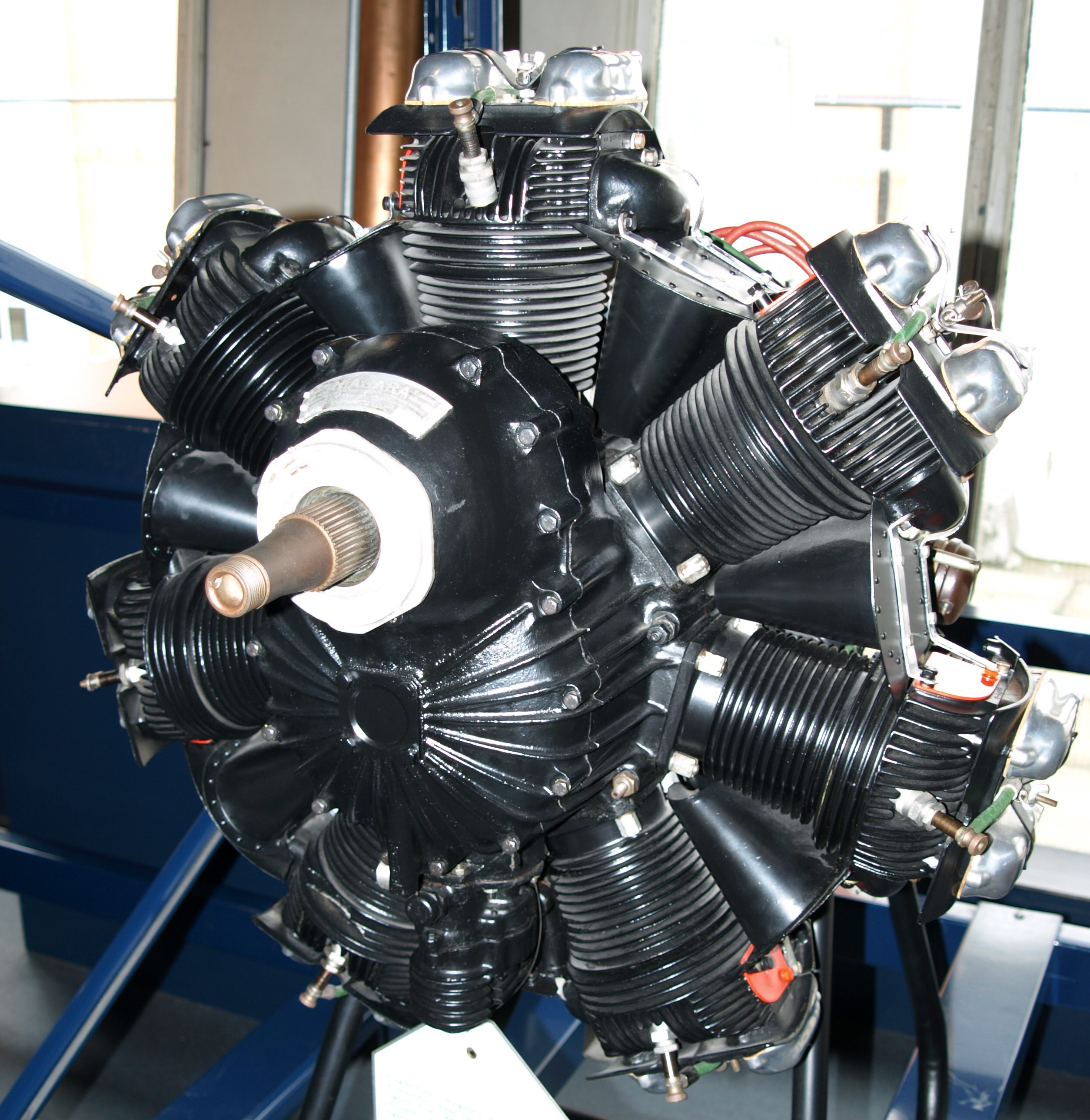
Pobjoy Niagara v Science Museum London (Muzeum vědy)

## Použití
Během provozu se G-22 etabloval jako výborné akrobatické letadlo. Sám konstruktér Gribovskij a další piloti z Ústředního aeroklubu SSSR na něm provedli několik demonstračních letů. Letadlo při střemhlavém letu dosahovalo rychlosti až 300 km/h, aniž by došlo k sebemenším vibracím. V létě 1937 se G-22 za pilotáže S. I. Daniloceva účastnil závodu sportovních letadel na trase Moskva - Sevastopol - Moskva. Vzhledem k nízkému výkonu motoru byl letoun handicapován, ale úspěšně však překonal celou trasu. Na letu do Moskvy dosáhl průměrné rychlosti 160 km/h.
Pilotka Jekatěrina Mednikova stanovila v tomto letounu ženský světový rekord ve třídě lehkých letounů C4 (objem válců 2-4 litry) na uzavřeném okruhu 100 km, když 3. července 1938 letěla průměrnou rychlostí 164,94 km/h. Při pokusu o vytvoření dalšího rychlostního rekordu na vzdálenost 500 km zapomněla pilotka přepnout přívod paliva na rezervní nádrž a při nouzovém přistání poškodila podvozek.
Po výměně motoru a po začátku Velké vlastenecké války zůstal G-22 ve Voroněži a byl tam zničen během bojů o město (červen 1942-leden 1943).

## Uživatelé
- Sovětský svaz
  - Osoaviachim (DOSAAF)

## Specifikace
Údaje dle

### Technické údaje
- Posádka: 1
- Rozpětí křídla: 8,70 m
- Délka: 5,60 m
- Nosná plocha: 10,00 m2
- Plošné zatížení: 32,5 kg/m2
- Hmotnost prázdného letounu: 210 kg
- Vzletová hmotnost: 325 kg
- Pohonná jednotka:
  - vzduchem chlazený invertní čtyřválcový řadový motor Walter Mikron
    - nominální výkon: 50 k (37 kW kW) při 2550 ot/min
    - vzletový výkon: 54 k (40 kW) při 2800 ot/min

  - vzduchem chlazený hvězdicový sedmiválcový motor Podboy Niagara s nominálním výkonem 85 k (63 kW)
  - vzduchem chlazený hvězdicový tříválcový motor Švecov M-23 s nominálním výkonem 65 k (48 kW)
- Vrtule: dřevěná, dvoulistá vrtule s pevnými listy o průměru 1,62 m

### Výkony
- Maximální rychlost: 180 km/h (Micron), 190 km/h (Podboy), 170 km/h (M-23)
- Cestovní rychlost: 150–160 km/h
- Minimální rychlost: 55–60 km/h
- Dolet: 300–350 km
- Vytrvalost: 2 h
- Dostup: 3 000 m